# Toni Fornari
Antonio Fornari, detto Toni (Marcellina, 31 gennaio 1972) è un attore, regista e sceneggiatore italiano.

## Biografia
Toni Fornari è nato a Marcellina, in provincia di Roma, nel 1972. Suo fratello è l'attore Augusto Fornari. Nel 1994, è entrato a far parte del un trio comico-musicale Favete linguis, composto da Stefano Fresi e Emanuela Fresi, con il quale inizia una carriera teatrale televisiva. Grazie alla collaborazione del paroliere Dino Verde, inizia a scrivere opere teatrali. Assieme al fratello Augusto, scrive S.p.A. Solo per amore per Loretta Goggi, Night and Day per Johnny Dorelli, Amleto contro la Pantera Rosa, In bocca al lupo, Roma Buciarda. Insieme a Vincenzo Sinopoli e Andrea Maia ha scritto Finché giudice non ci separi, Terapia Terapia, La casa di famiglia, Se non ci fossi io, Il prete e il bandito, L'arte della truffa. Nel 2015, ha ideato la pièce teatrale Il Conte Tacchia con Maurizio Mattioli. Inoltre ha scritto e diretto Non c'è due senza te con Marco Morandi, Claudia Campagnola, Matteo Vacca e Carlotta Proietti. Come attore è apparso in parecchi opere teatrali, tra le quali La scoperta dell'America e I tre moschettieri di Attilio Corsini, Gastone di Massimo Venturiello, Romolo il Grande di Roberto Guicciardini, Le 82 giornate di Civitavecchia di Pino Quartullo e altre. Nel 2001, ha recitato nel film A.A.A.Achille di Giovanni Albanese e nel 2002 in Febbre da cavallo - La mandrakata di Carlo Vanzina. Nel 2012, ha vinto il premio come miglior attore non protagonista al festival teatrale di Borgio Verezzi per La locandiera. Nel 2017, ha sceneggiato e recitato in La casa di famiglia. Nel 2018 ha diretto assieme ad Andrea Maia il suo primo film, Finché giudice non ci separi. Nel 2021, ha diretto, sceneggiato e recitato in Ritorno al presente, con Stefano Fresi e Simone Montedoro. Nel 2022-2023, è tornato a teatro con i Favete linguis con Cetra... una volta. Il 1º gennaio 2025 viene trasmesso su Canale 5 il suo nuovo film per la televisione A Capodanno tutti da me, adattamento dell’omonima commedia teatrale scritta con Andrea Maia e Vincenzo Sinopoli.
Inoltre ha partecipato ad alcuni programmi televisivi, tra i quali Porta a Porta, Domenica in, Maurizio Costanzo Show, Solletico, Unomattina, Novecento, Check-up, Suonare Stella e Sabato italiano.

## Filmografia

### Attore

#### Cinema
- A.A.A.Achille, regia di Giovanni Albanese (2001)
- Febbre da cavallo - La mandrakata, regia di Carlo Vanzina (2002)
- Tutti al mare, regia di Matteo Cerami (2011)
- Black Star - Nati sotto una stella nera, regia di Francesco Castellani (2013)
- Cambio destinazione d'uso, regia di Massimo Reale e Edoardo Siravo (2016)
- La casa di famiglia, regia di Augusto Fornari (2017)
- Finché giudice non ci separi, regia di Toni Fornari e Andrea Maia (2018)
- Il grande passo, regia di Antonio Padovan (2019)
- Ritorno al presente, regia di Toni Fornari e Andrea Maia (2021)
- Sulle nuvole, regia di Tommaso Paradiso (2022)
- Una figlia, regia di Ivano De Matteo (2025)

#### Televisione
- Cuore contro cuore – serie TV (2004-2005)
- Rocco Schiavone – serie TV, episodio 2x01 (2018)
- Baby – serie TV, 2 episodi (2018)
- Buongiorno, mamma! – serie TV, episodi 1x01-1x02 (2021)
- A Capodanno tutti da me, regia di Toni Fornari e Andrea Maia – film TV (2025)

#### Cortometraggi
- Super Italian Family, regia di Daniele Esposito e Gabriele Galli (2015)

### Regista
- Finché giudice non ci separi, co-diretto con Andrea Maia (2018)
- Ritorno al presente, co-diretto con Andrea Maia (2021)
- A Capodanno tutti da me, co-diretto con Andrea Maia (2025)

### Sceneggiatore
- La casa di famiglia, regia di Augusto Fornari (2017)
- Finché giudice non ci separi, co-diretto con Andrea Maia (2018)
- Ritorno al presente, co-diretto con Andrea Maia (2021)
- A Capodanno tutti da me, co-diretto con Andrea Maia (2025)